# Gioseffo Zarlino

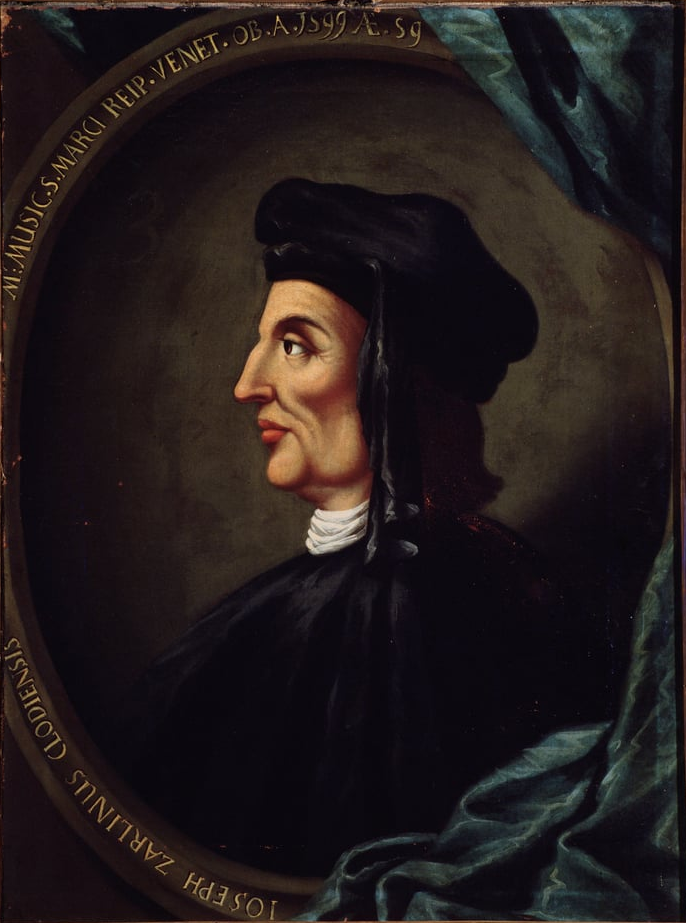
Gioseffo Zarlino

Gioseffo Zarlino (* 22. März 1517 in Chioggia; † 14. Februar 1590 in Venedig) war ein italienischer Kapellmeister, Musiktheoretiker und Komponist.

## Leben und Werk
Zarlino studierte bei Adrian Willaert in Venedig. 1565 trat er die Nachfolge von Cypriano de Rore als Kapellmeister am Markusdom in Venedig an und hatte diese Stelle bis zu seinem Ableben inne.
Das von ihm überlieferte kompositorische Schaffen ist übersichtlich und umfasst neben anderen Werken einige Motetten und Madrigale. Musikgeschichtlich bedeutsamer ist seine Arbeit als Musiktheoretiker. Viele nennen ihn den „Vater der modernen Musiktheorie“. Sein bekanntester Schüler war der Musiktheoretiker und Komponist Vincenzo Galilei, der Vater von Galileo Galilei. Ein weiterer bekannter Schüler ist Giovanni Croce.

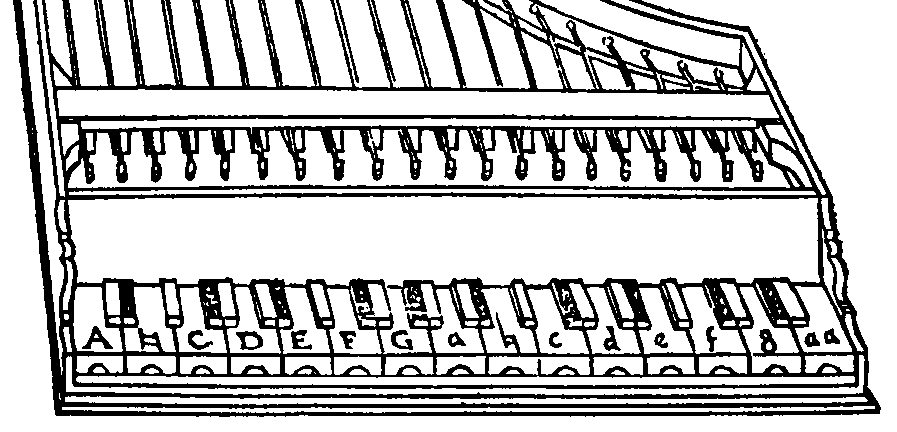
Illustration aus Le institutione harmoniche, Klaviatur mit 19 Tasten pro Oktave

Durch Gioseffo Zarlinos theoretische Arbeiten, die wesentlich auf der Schrift Musica theorica von Lodovico Fogliano fußen, hat sich die diatonische Leiter gegenüber der pythagoreischen Leiter durchgesetzt.
Zarlino ließ sich 1548 von Domenico de Pesaro ein Cembalo mit 19 Tasten pro Oktave bauen, um darauf Musik der griechischen Antike und Kompositionen seiner Zeit zu spielen.

## Werke (Auswahl)
- Le istitutioni harmoniche (Venedig, 1558/1573)
- Modulationes sex vocum (1566)
- Dimostrationi harmoniche (1571)
- Sopplimenti musicali (1588)

Motetten:
- Osculetur me
- Nigra sum, sed formosa
- Si ignoras
- Ecce tu pulchra es
- Ego rosa saron
- Capite nobis
- In lectulo meo
- Adjuro vos filiae Jerusalem
- Ferculum fecit sibi rex Salomon
- Ego veni in hortum meum

- Veni sancte spiritus
- O beatum pontificem
- Nemo potest venire
- Ave regina caelorum
- Confitebor tibi
- Beatissimus Marcus
- O sacrum convivium
- Si bona suscepimus
- Clodia quem genuit
- Aptabo cythare modos
- Pater noster

Motetten aus Modulationes sex vocum (Venice: Rampazetto, 1566)
- Ascendo ad patrem meum
- Litigabant Judaei
- Hodie Christus natus est
- Exaudi Deus
- Virgo prudentissima
- Miserere mei Deus
- O quam gloriosum
- In principio Deus
- Victimae paschali laudes
- Misereris omnium
- Sebastianus Dei cultor
- Salve regina
- Pater noster

Motetten aus Motetta D. Cipriani de Rore et aliorum auctorum . . . cum tribus lectionibus, pro mortuis Josepho Zerlino auctore (Venice: Scotto, 1563)
- Ecce iam venit plenitudo temporis
- Parce mihi Domine
- Taedet animam meam
- Manus tuae